# Arado Ar 197
Le Arado Ar 197 était un biplan allemand de la Seconde Guerre mondiale, qui fut conçu pour servir de chasseur embarqué à bord du porte-avions Graf Zeppelin qui ne devait jamais entrer en service. Seulement trois prototypes furent assemblés et le projet fut abandonné en faveur des monoplans Messerschmitt Bf 109T et Me 155.

## Design et développement
La naissance du projet Ar 197 est basée sur le besoin de la Luftwaffe d'un chasseur capable d'opérer à partir des porte-avions allemands Graf Zeppelin et Peter Strasser dont la construction ne fut jamais terminée. L'Arado Ar 68H qui servit de base de départ à la construction du Ar 197 était le premier avion de la firme Arado à posséder un cockpit totalement fermé.
Le premier prototype du Ar 197, le V-1 [D+ITSE] basé sur l'Ar 68H, était équipé d'un cockpit totalement fermé, d'un moteur en ligne 12 cylindres Daimler Benz DB 600A de 910 ch, et d'une hélice tripale, mais d'aucun équipement marin, le rendant impropre pour les opérations navales. Le second prototype, le V-2 [D+IVLE], était très similaire au V-1 mais était équipé d'un moteur en étoile de 9 cylindres BMW 132J de 815 ch, d'une hélice tripale, d'une crosse d'appontage et d'un crochet de catapultage. Ces deux premiers prototypes volèrent pour la première fois au printemps 1937.
En été de la même année, le troisième prototype V-3 fut construit. Équipé d'un moteur BMW 132 Dc de 880 ch, c'était le premier prototype armé avec ses 2 mitrailleuses MG-17 de 7,92 mm situées dans le fuselage (250 cartouches par arme) et avec 2 canons MG FF de 20 mm dans le plan supérieur (30 obus par arme). Le V-3 était aussi équipé de points d'attaches sous le fuselage permettant de transporter 4 bombes de 50 kg, un réservoir auxiliaire ou un canister pour écran de fumée.

## Service opérationnel
L’Ar 197 V-3 fut sélectionné pour évaluation, subissant des essais prolongés à l'E-Stelle de Rechlin, mais ne fut pas choisi pour la production de masse. En effet, alors que la construction du Graf Zeppelin se poursuivait, les avions biplans furent largement surclassés par les chasseurs monoplans. En 1939, le Messerschmitt Bf 109T, qui était la version navale du célèbre chasseur Bf 109, fut préféré au Arado Ar 197, et en 1941, il sera remplacé à son tour par le Blohm & Voss BV 155.

## Pays utilisateurs
Reich allemandLuftwaffe

### Développement lié
- Arado Ar 68

### Aéronefs comparables
- Gloster Sea Gladiator
- Grumman F2F
- Mitsubishi A5M